# السباعي أحمد السباعي
السباعي أحمد السباعي، كبير الأطباء الشرعي ورئيس مصلحة الطب الشرعي في مصر سابقا.

## أشهر القضايا
شارك د. السباعي في اللجنة الثلاثية المشكلة من مصلحة الطب الشرعي لتشريح جثة خالد سعيد الذي توفي في الإسكندرية على يد قوات الشرطة في 2010، وفي أبريل 2011 انطلقت المظاهرات في الإسكندرية للمطالبة باستقلال الطب الشرعي وإقالة الدكتور السباعي. وكان تقرير الطب الشرعي محل نقد من أسرة المتهم وهيئة المدعين بالحق المدني، وجاء في التقرير أن سبب وفاة خالد سعيد ناتج عن ابتلاع لفافة مخدرات وليس هناك أي أسباب جنائية من تعدي قوات الأمن عليه.
وفي 17 أبريل 2011، صدر أمر من النائب العام للدكتور السباعي بمتابعة الحالة الطبية للرئيس السابق حسني مبارك الذي صدر ضده أمر بالحبس 15 يوم على ذمة التحقيق، يقضيها في مستشفى شرم الشيخ الدولي عقب تدهور حالته الصحية. وطلبت أن العامة طلبت من د. السباعي تقرير يؤيد أو يعارض نقل مبارك لمحبسه وحالته المستقرة بعد اختفاء ارتجاف الأذنين وانضباط الضغط، فأكد في تقريره أنه لا مانع لمحبسه ولكن مع توافر الرعاية الطبية الوافية لعدم حدوث مضاعفات.

## اقالته
في 4 مايو 2011، أصدر رئيس الوزراء المصري د.عصام شرف، قراراً بإقالة الدكتور السباعي بعد ضغوط شعبية بسبب تلفيقه تقارير قتلى ثورة 25 يناير، ومن قبلها تقرير وفاة الشاب خالد سعيد، والذي كان أحد أبرز أسباب الثورة. كما يرجح أن يكون من بين أسباب الإقالة تقرير الحالة الصحية للرئيس السابق حسني مبارك بعد اعتراف، السباعي بأنه لم يقم بالكشف الطبي عليه في أحد البرامج التليفزيونية.
وكشف الإعلامي يسري فودة في عدة حلقات على فضائية أون تي في وقائع موثقة حول تسليم السباعي أحمد السباعي لجثث شهداء ثورة 25 يناير لغير ذويهم واعترافه بأنه كان يعمل بأوامر من جهاز أمن الدولة.
وكان فريد حشيش المحقق بمصلحة الطب الشرعي قد كشف عن قيام د.السباعي أحمد السباعي بعدم الالتزام بقرار النائب العام الخاص بتشريح جثث شهداء الثورة ولم يجري عملية التشريح حسبما هو وارد في مذكرة النيابة العامة التي تلزمه بذلك وإنما قام بالكشف الظاهري على جميع جثث الشهداء وأودع تقريره بناء على هذا الكشف الظاهري والذي تضمن أن الغالبية منهم ماتوا عن طريق الاختناق بقنابل الغاز المسيل للدموع.
وأشار البلاغ إلى أن السباعي كثيرا ما يتدخل في عمل الأطباء الشرعيين الذين يعملون تحت رئاسته بهدف التغيير في التقارير الخاصة بالصفة التشريحية أو الخاصة بعمليات التزييف والتزوير، وكان أهمها واقعة تشريح جثة خالد سعيد وحالة د.أيمن نور.

## وصلات خارجية
- د. السباعي في برنامج آخر كلام على يوتيوب